# لوغان ويست
لوغان ويست (بالإنجليزية: Logan West)‏ هي متسابقة ملكة الجمال أمريكية، ولدت في 20 يونيو 1994 في Southington, Connecticut ‏ في الولايات المتحدة.